# Banff (cráter)
Banff es el nombre de un pequeño cráter de impacto en el planeta Marte situado a 17.7° Sur y -30.8° Oeste. El impacto causó un abertura de 5 kilómetros de diámetro en la superficie del planeta. El nombre fue aprobado en 1976 por la Unión Astronómica Internacional en honor a la ciudad canadiense de Banff, en las faldas del parque nacional Banff.